# 1991 RW19
1991 RW19 är en asteroid i huvudbältet som upptäcktes den 14 september 1991 av den amerikanske astronomen Henry E. Holt vid Palomarobservatoriet.